# Jevgenij Dadonov
Jevgenij Anatoljevitj Dadonov, ryska: Евгений Анатольевич Дадонов, född 12 mars 1989 i Tjeljabinsk, är en rysk professionell ishockeyspelare som spelar för Montreal Canadiens i NHL. 
Han har tidigare spelat på NHL-nivå för Vegas Golden Knights, Ottawa Senators och Florida Panthers.

## Klubbkarriär

### NHL

#### Florida Panthers
I NHL-draften 2007 blev han draftad i tredje rundan, som nummer 71 totalt, av Florida Panthers.
Han gjorde delar av tre säsonger i Panthers innan han blev trejdad till Carolina Hurricanes 18 januari 2012, tillsammans med A.J. Jenks, i utbyte mot Jonathan Matsumoto och Mattias Lindström. Han blev direkt placerad i farmarlaget Charlotte Checkers där han spelade säsongen ut, och spelade aldrig en match för Carolina Hurricanes.

### KHL

#### Donbass Donetsk
7 juli 2012 valde han istället att återvända till KHL och skrev på ett kontrakt med Donbass Donetsk i Ukraina. I december 2013 skrev han på en treårig kontraktsförlängning. Han vann IIHF Continental Cup 2012/2013 för klubblag med Donbass och vann poängligan i turneringen.

#### SKA Sankt Petersburg
När kriget i östra Ukraina bröt ut 2014 valde han, 11 juni 2014, att skriva på ett kontrakt med SKA Sankt Petersburg istället, där han var tongivande när laget för första gången vann Gagarin Cup, 2015.

### NHL

#### Florida Panthers
Efter tre säsonger i SKA Sankt Petersburg skrev han 1 juli 2017 på ett treårskontrakt värt 12 miljoner dollar med klubben som draftade honom i NHL, Florida Panthers.

## Internationellt
Dadonov har representerat Rysslands landslag i två JVM, 2008 och 2009, och i ett VM: 2014 där man lyckades vinna guld.

## Klubbar
- Traktor Tjeljabinsk Moderklubb–2009
- Florida Panthers 2009–2012
- Rochester Americans 2009–2011
- San Antonio Rampage 2011–2012
- Charlotte Checkers 2012
- HK Donbass 2012–2014
- SKA Sankt Petersburg 2014–2017
- Florida Panthers 2017–2020
- Ottawa Senators 2020–2021
- Vegas Golden Knights 2021-2022
- Montreal Canadiens 2022–